# Jack Skille
Jack Skille (* 19. Mai 1987 in Madison, Wisconsin) ist ein US-amerikanischer Eishockeyspieler, der zuletzt beim EC Red Bull Salzburg in der ICE Hockey League unter Vertrag stand.

## Karriere
Jack Skille begann seine Karriere als Eishockeyspieler im Nachwuchsprogramm des US-amerikanischen Eishockeyverbandes USA Hockey, für das er von 2003 bis 2005 insgesamt zwei Jahre lang in der North American Hockey League spielte. Während des NHL Entry Draft 2005 wurde Skille als insgesamt siebter Spieler in der ersten Runde von den Chicago Blackhawks ausgewählt. Zunächst spielte er jedoch zwei weitere Jahre in der Western Collegiate Hockey Association für das Eishockeyteam der University of Wisconsin–Madison. Mit der Mannschaft, in der auch Joe Pavelski, Tom Gilbert und Adam Burish spielten, gewann er 2006 die US-amerikanische College-Meisterschaft. Gegen Ende der Saison 2006/07 gab der Amerikaner sein Debüt im professionellen Eishockey, als er in neun Spielen für die Norfolk Admirals aus der American Hockey League acht Scorerpunkte erzielte, davon vier Tore. Im Sommer 2007 wurde Skille in den Kader der Rockford IceHogs, dem AHL-Farmteam der Chicago Blackhawks, aufgenommen.
In seiner ersten kompletten Profisaison erzielte der Angreifer 34 Scorerpunkte in 59 Spielen, darunter 16 Tore, und erreichte mit seinem Team die Playoffs um den Calder Cup, in denen er drei weitere Scorerpunkte in zwölf Partien beisteuerte. Ebenfalls in der Saison 2007/08 gab Skille sein Debüt in der National Hockey League für die Blackhawks und verbuchte dabei drei Tore und zwei Assists in 16 Spielen. Auch in den zwei folgenden Spielzeiten war Skille ein Leistungsträger bei den Rockford IceHogs und einer der besten Scorer der Mannschaft. Während der Saison 2010/11 gelang ihm der Sprung in den NHL-Kader der Blackhawks und Skille war einer der Stammspieler, ehe er im Februar 2011 in einem Tauschgeschäft an die Florida Panthers abgegeben wurde.
Im Juli 2013 unterzeichnete er einen Einjahresvertrag bei den Columbus Blue Jackets. Am 19. Oktober 2013 gab Skille sein NHL-Debüt für die Blue Jackets, wurde jedoch am darauf folgenden Tag zu den Springfield Falcons in die AHL transferiert, ehe er am 17. November wieder zurück ins NHL-Aufgebot berufen wurde.
Nach zwei Jahren in Columbus erhielt Skille keinen neuen Vertrag, sodass er im Sommer 2015 auf Probe (professional tryout contract) am Trainingslager der Colorado Avalanche teilnahm. Dies mündete in einem neuen Einjahresvertrag, den der Angreifer im Oktober 2015 unterzeichnete. Mit 14 Punkten, was für einen Spieler, der meist in der 4ten Angriffsreihe eingesetzt wird einen guten Wert darstellt, spielte er hier seine erfolgreichste NHL-Saison. Er war jedoch zum Saisonende, nach einer Kopfverletzung nicht mehr so erfolgreich, was wahrscheinlich einen Anschlussvertrag beim Verein aus Denver verhinderte. Stattdessen schloss er sich im Oktober 2016 auf gleicher Basis den Vancouver Canucks an. Auch dort verbrachte der Flügelangreifer lediglich eine Spielserie. Im September nahm ihn der HK Dinamo Minsk aus der Kontinentalen Hockey-Liga für ein Jahr unter Vertrag.
Im Herbst 2018 absolvierte er ein Try-Out bei den Ottawa Senators, erhielt jedoch keinen Vertrag und unterzeichnete im Oktober 2018 einen Einjahresvertrag beim Genève-Servette HC aus der Schweizer National League. Nachdem er schon über eine Karriere als Eishockeytrainer, wie sein Vater, nachdachte, unterschrieb er im Januar 2020 nochmal einen Vertrag als Spieler beim DEL-Team Nürnberg Ice Tigers.

## Erfolge und Auszeichnungen
- 2006 NCAA Division-I-Championship mit der University of Wisconsin–Madison
- 2010 AHL All-Star Classic

### International
- 2004 Silbermedaille bei der U18-Junioren-Weltmeisterschaft
- 2005 Goldmedaille bei der U18-Junioren-Weltmeisterschaft
- 2007 Bronzemedaille bei der U20-Junioren-Weltmeisterschaft

## Karrierestatistik
Stand: Ende der Saison 2019/20

### International
Vertrat die USA bei:
| - World U-17 Hockey Challenge 2004 - U18-Junioren-Weltmeisterschaft 2004 - U18-Junioren-Weltmeisterschaft 2005 | - U20-Junioren-Weltmeisterschaft 2006 - U20-Junioren-Weltmeisterschaft 2007 - Weltmeisterschaft 2011 |

(Legende zur Spielerstatistik: Sp oder GP = absolvierte Spiele; T oder G = erzielte Tore; V oder A = erzielte Assists; Pkt oder Pts = erzielte Scorerpunkte; SM oder PIM = erhaltene Strafminuten; +/− = Plus/Minus-Bilanz; PP = erzielte Überzahltore; SH = erzielte Unterzahltore; GW = erzielte Siegtore; 1 Play-downs/Relegation; Kursiv: Statistik nicht vollständig)